# Macropsis kundui
Macropsis kundui är en insektsart som beskrevs av Rao,k. och K. Ramakrishnan 1979. Macropsis kundui ingår i släktet Macropsis och familjen dvärgstritar. Inga underarter finns listade i Catalogue of Life.